# Monnaie syracusaine
Monnaie syracusaine (en italien : Siracusana ou Italia turrita) est le nom donné à une série de timbres d'usage courant émise de 1953 à 1977 en Italie. 
Elle est une des séries de timbres les plus utilisées dans l'histoire des émissions philatéliques italiennes.

## Description
De format réduit (17 mm de large pour 21 mm de hauteur) et facilement reconnaissable par une monochromie adaptée à chaque valeur. Son graphisme représente l'effigie — œuvre de l'artiste Vittorio Grassi — d'une femme ceinte d'une couronne murale inspirée d'une ancienne pièce de Syracuse de l'époque romaine (d'où son nom Monnaie syracusaine). Cette représentation allégorique est rapidement devenue un symbole de l'Italie républicaine.
Au cours de ses différentes émissions, la série subit des modifications du filigrane et un accroissement progressif de ses valeurs tarifaires. La première émission de base, est composée de neuf valeurs sur papier filigrané avec roue ailée. Puis entre 1955 et 1960, la série est agrandie et portée à 17 valeurs et imprimée sur un papier filigrané mais sur fond étoilé. Successivement, en 1968, année de la mécanisation des centres de tri du courrier, il est émis une troisième série, composée de 23 valeurs et imprimée sur papier filigrané étoilé et aussi sur du papier fluorescent ; certains timbres deviennent alors bicolores.
Dès 1978, la série est remplacée par le type Alti Valori,  allégorie de la République (et valeur faciale en gros caractères) et les séries Châteaux d'Italie (it) à partir de 1980.